# Dumerillia rubida
Dumerillia rubida är en tvåvingeart som beskrevs av Robineau-desvoidy 1830. Dumerillia rubida ingår i släktet Dumerillia och familjen parasitflugor. Inga underarter finns listade i Catalogue of Life.